# Paraulopus okamurai
Espèce
Statut de conservation UICN

 LC 15 août 2019 : Préoccupation mineure
Paraulopus okamurai est une espèce de poissons marins téléostéens de la famille des Paraulopidae.

## Systématique
L'espèce Paraulopus okamurai a été décrite pour la première fois en 2002 par les ichtyologues japonais Tomoyasu Sato (d) & Tetsuji Nakabo (d).

## Description
Paraulopus okamurai possède un corps allongé qui varie de 19,24 à 31,54 cm, et dont l'holotype mesure 30,78 cm.
Paraulopus okamurai est de couleur gris, variant du blanc sur son ventre au gris sombre sur son dos.
D'apparence, cette espèce est très proche de Paraulopus novaeseelandiae, mais s'en distingue par sa nageoire caudale plus sombre.
L'espèce ressemble également beaucoup à Paraulopus nigripinnis mais s'en distingue par la présence d'une bande blanche avant la tâche noire sur sa nageoire dorsale, ainsi que par une longueur plus importante, les spécimens de Paraulopus nigripinnis atteignant rarement plus de 22 cm.
Paraulopus okamurai possède une langue garnie de deux rangées de petites dents caniniformes à l'avant, et d'une simple rangée située à l'arrière.

## Répartition
Cette espèce se croise au large des côtes de la Nouvelle-Zélande et de l’Australie, à des profondeurs variant de 235 à 850 m.

## Étymologie
Son épithète spécifique, okamurai est un hommage à Osamu Okamura (d), qui a identifié l'espèce.

## Publication originale
- (en) Tomoyasu Sato et Tetsuji Nakabo, « Two New Species of Paraulopus (Osteichthyes : Aulopiformes) from New Zealand and Eastern Australia, and comparisons with P. nigripinnis », Species Diversity, vol. 7, no 4,‎ 2002, p. 398 (ISSN 1342-1670 et 2189-7301, DOI 10.12782/SPECDIV.7.393, lire en ligne).